# Cirsium discolor
Cirsium discolor es una especie de fanerógama perteneciente a la familia Asteraceae.

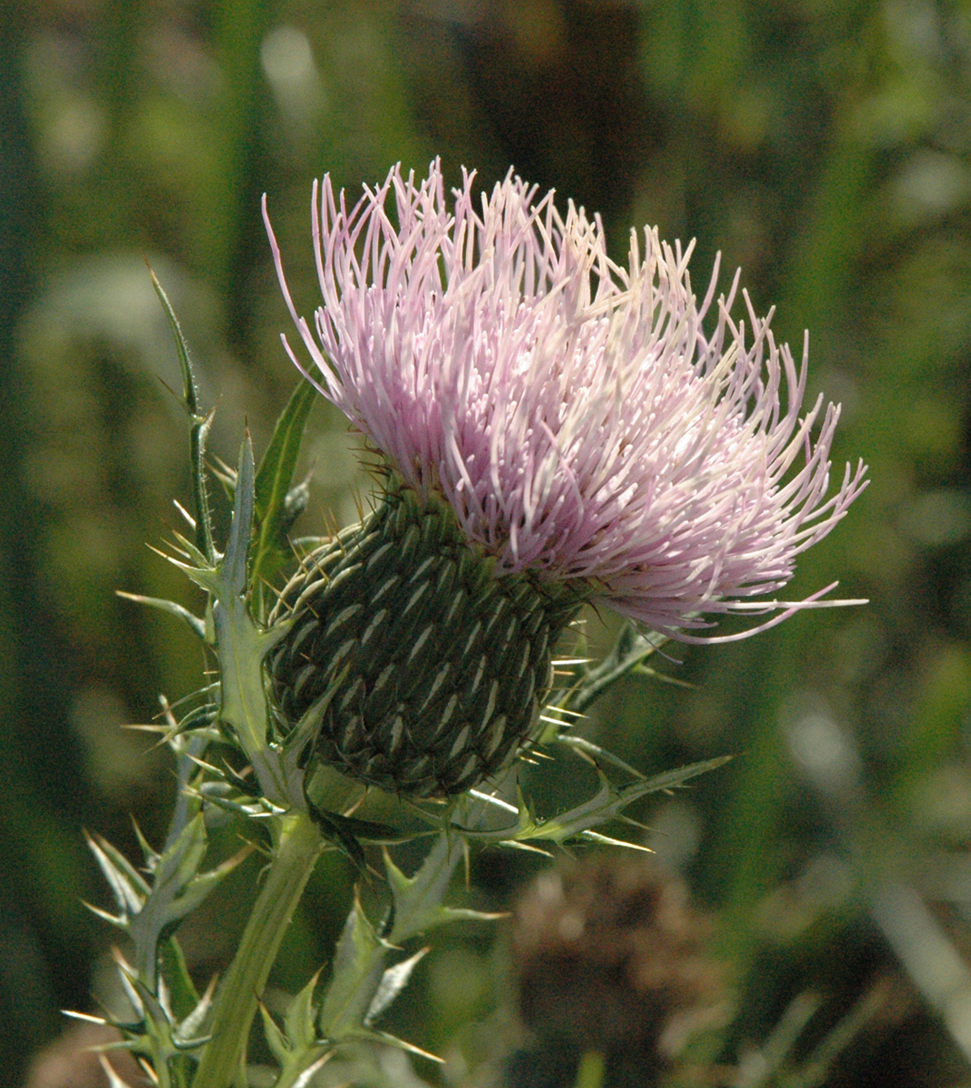
Detalle de la inflorescencia

## Descripción
Es una planta herbácea perenne con tallo erecto espinoso y hojas verdes, alternas, lobuladas, espinosas y con fina vellosidad en la parte inferior. Las flores de color púrpura en forma de cardos terminales. El fruto es un vilano.

## Distribucíon y hábitat
Se encuentra en las áreas húmedas del este de Norteamérica.

## Taxonomía
Cirsium discolor fue descrita por (Muhl. ex Willd.) Spreng. y publicado en Systema Vegetabilium, editio decima sexta 3: 373. 1826.
Etimología
Cirsium: nombre genérico que deriva de la palabra griega: kirsos = varices ;  de esta raíz deriva el nombre kirsion, una palabra que parece servir para identificar una planta que se utiliza para el tratamiento de este tipo de enfermedad. De kirsion, en los tiempos modernos, el botánico francés Tournefort (1656 - 708) ha derivado el nombre Cirsium del género.
discolor: epíteto latino que significa "con dos colores".
Sinonimia
- Carduus discolor (Muhl. ex Willd.) Nutt.
- Cnicus altissimus f. albiflora Britton
- Cnicus altissimus var. discolor (Muhl. ex Willd.) A.Gray
- Cnicus discolor Muhl. ex Willd. basónimo[3]